# 倉敷青果
倉敷青果株式会社（くらしきせいかかぶしきがいしゃ）は、倉敷地方卸売市場にて青果物の卸売業や、同市場内に整備されたカット野菜工場にてカット野菜の製造・販売業、及びクラカグループ内の事務業務全般を行っている。

## 概要
2021年1月、倉敷地方卸売市場の青果卸売業者であった倉敷青果荷受組合の100%出資の子会社として設立される。
目的は企業組織の合理化・効率化を図る狙いで、組合組織であるがゆえの事業のやりにくさがあったためとしている。当初は2021年4月に事業譲渡を目指していたが、新型コロナウィルス感染拡大の影響を受け延期。翌年の2022年1月に倉敷青果荷受組合から事業譲渡した。
現在では倉敷地方卸売市場内業務全般を担っている。
事業譲渡後の2022年度の全国地方卸売市場青果取扱高調査では全国で14位（中国・四国地方では1位）である。
2024年4月に農林水産省が推進する『国産野菜シェア奪還プロジェクト』推進協議会に参加。、国産野菜の活用拡大のカギとなる安定した供給・品質等を確保するため、生産、供給に関わるサプライチェーン構築に取り組む。